# ORP Dragon
ORP Dragon (wcześniej HMS „Dragon”) – brytyjski krążownik lekki typu „D” wodowany 29 grudnia 1917 r. przekazany Polskiej Marynarce Wojennej 15 stycznia 1943 r. Brał udział podczas inwazji na Francję w czerwcu i lipcu 1944 r. W dniu 8 lipca 1944 r. trafiony przez niemiecką żywą torpedę Neger. Z powodu zniszczeń oraz nieopłacalności remontu przeznaczony do zatopienia jako uzupełnienie falochronu sztucznego portu u wybrzeży francuskich. Samozatopienie nastąpiło 20 lipca w linii głównego falochronu portu „Mulberry B” w rejonie odcinka inwazyjnego „Sword”.

## HMS „Dragon” przed II wojną światową

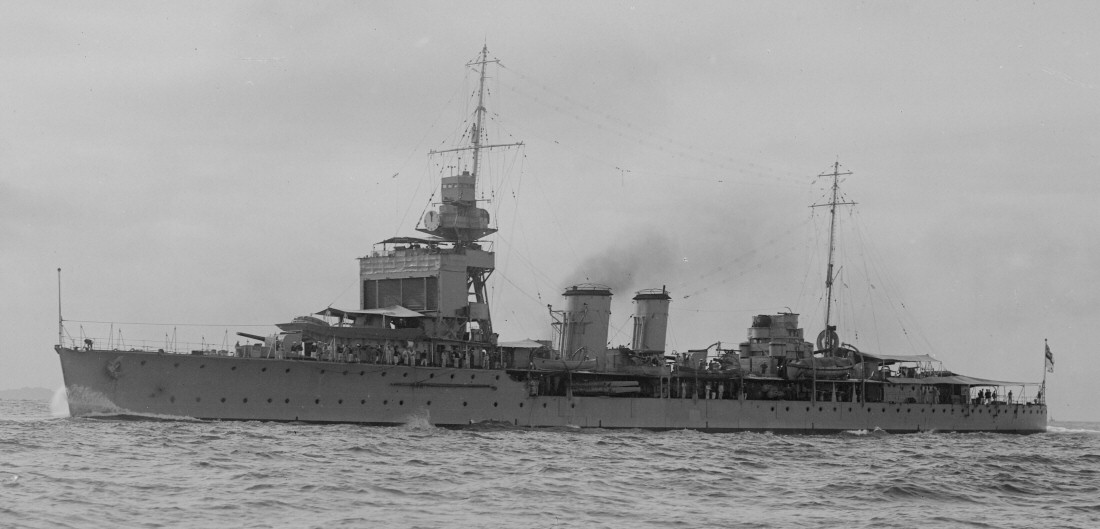
HMS Dragon w latach 20.

Stępka pod HMS „Dragon” została położona w początku 1917 roku w stoczni Scotts Shipbuilding and Engineering Company w Greenock jako pierwsza w serii ośmiu okrętów nowego typu. Typ D był ulepszoną wersją wcześniej budowanych jednostek typu C. W stosunku do poprzedników kadłub był wydłużony o 7 m co pozwoliło na instalację jeszcze jednego (szóstego) działa kalibru 152 mm oraz zwiększona została liczba aparatów torpedowych. Główne elementy uzbrojenia oraz sylwetka nie uległa jednak znaczącej zmianie. Okręty te w założeniu miały przede wszystkim służyć do zwalczania niszczycieli przeciwnika, jednak jeszcze w trakcie trwania I wojny światowej okazało się, że ich prędkość maksymalna (29 w.) jest zbyt niska, gdyż ówczesne konstrukcje niszczycieli pozwalały na rozwijanie prędkości powyżej 30 w. Okręty służyły zatem jako lekkie okręty zwiadowcze, gdyż w porównaniu z konstrukcjami przeciwnika miały silniejsze uzbrojenie i opancerzenie.
Okręt wszedł do służby w ostatnim roku wojny. Otrzymał numer taktyczny (nie malowany) I46, zmieniony w 1940 roku na D46. W czasie wojny z całego typu zdążył do służby wejść jeszcze tylko drugi okręt serii – HMS „Danae” (faktycznie wszedł 2 miesiące wcześniej, mimo późniejszego rozpoczęcia budowy). HMS „Dragon” został wyznaczony do pełnienia służby patrolowej na Morzu Północnym, gdzie ujawniła się jego mała przydatność do głównego zadania powierzanego całej serii.
Po zakończeniu I wojny światowej „Dragon” pełnił służbę w różnych miejscach. Początkowo został skierowany na Bałtyk. W roku 1923 razem z pięcioma krążownikami swojego typu wszedł w skład specjalnej eskadry złożonej z krążowników liniowych HMS „Hood” oraz HMS „Repulse”, która odbywając rejs wokół świata, złożyła kilkudniową wizytę na wodach australijskich. W późniejszych latach wchodził m.in. w skład floty śródziemnomorskiej, a następnie został poddany kapitalnemu remontowi nie zmieniającemu jednak jego zasadniczych cech techniczno-taktycznych.
Przed wybuchem II wojny światowej został wcielony do Home Fleet i stacjonował w Rosyth na wschodnim wybrzeżu Wielkiej Brytanii.

## HMS „Dragon” w czasie II wojny światowej
Na początku wojny „Dragon” brał udział w akcjach brytyjskiej Home Fleet skierowanych przeciwko niemieckim rajderom operującym na Atlantyku – pancernikom kieszonkowym „Admiral Graf Spee” oraz „Deutschland”.
Po upadku Francji został skierowany do bazy we Freetown, gdzie wszedł w skład zespołu M składającego się z lotniskowca „Ark Royal”, dwóch pancerników „Barham” i „Resolution”, kolejnych czterech krążowników oraz niszczycieli i innych jednostek. W dniach 23-25 września 1940 r. brał udział w nieudanej operacji Menace mającej na celu zdobycie będącego pod kontrolą rządu Vichy portu w Dakarze. Pierwszego dnia operacji został trafiony i lekko uszkodzony pociskiem francuskiej artylerii nadbrzeżnej. Trafienie spowodowało również kilka ofiar śmiertelnych na pokładzie. Po zakończeniu operacji, „Dragon” pozostał w bazie we Freetown, skąd między innymi brał udział w nieudanej akcji poszukiwania kolejnego niemieckiego pancernika kieszonkowego „Admiral Scheer”, który operował w rejonie południowego Atlantyku i Oceanu Indyjskiego.
Pod koniec 1941 roku wraz z bliźniaczym HMS „Danae” został skierowany do Singapuru, gdzie wszedł w skład eskadry przewodzonej przez pancernik HMS „Prince of Wales” oraz krążownik liniowy HMS „Repulse”. W czasie bitwy pod Kuantanem w dniu 10 grudnia 1941, obydwa krążowniki typu „D” nie towarzyszyły jednak zespołowi ze względu na swoją zbyt niską prędkość. Po klęsce w tej bitwie i zatopieniu niemal całego składu zespołu „Dragon” pozostał w rejonie i pełnił służbę przy konwojowaniu statków wiozących posiłki do baz na Dalekim Wschodzie. Wchodził wówczas w skład ABDA, w czasie bitwy na Morzu Jawajskim został włączony – razem z innymi okrętami o małej prędkości, a zatem niezdolnymi do brania udziału w bitwie – do specjalnego zespołu mającego za zadanie ochranianie wód w okolicach Sumatry.
Po porażce sił sprzymierzonych w rejonie Morza Jawajskiego, „Dragon” został wraz z pozostałymi okrętami skierowany do bazy w Trincomalee na Cejlonie, gdzie przebywał przez większość roku 1942. Z końcem roku został sprowadzony na remont do Wielkiej Brytanii i wydzierżawiony Polskiej Marynarce Wojennej.

## Remont i wejście do służby jako ORP „Dragon”
W czasie trwania remontu w stoczni Cammell Laird w Birkenhead niedaleko Liverpoolu, okręt został przekazany Polskiej Marynarce Wojennej. Polska bandera została podniesiona w dniu 15 stycznia 1943 roku, choć nie została wówczas jeszcze zmieniona nazwa okrętu. Okręt zatem, choć pod polską banderą, wciąż nosił imię HMS „Dragon”. 17 maja otrzymał oficjalną nazwę ORP „Dragon”.
Angielskie słowo „Dragon” oznacza po polsku smoka, a tak się składa, że w XVI wieku (1570-1572) budowano dla mającej wtedy powstać polskiej floty galeon o nazwie „Smok”, nazwa krążownika miała więc swoje historyczne uzasadnienie.
Dowództwo zostało tymczasowo powierzone komandorowi porucznikowi Aleksandrowi Hulewiczowi, z nominacją na zastępcę dowódcy okrętu.
Okręt został przekazany w trakcie remontu i w słabym stanie technicznym. Remont zakończył się dopiero pod koniec sierpnia 1943 roku. W trakcie tego czasu dokonano również kilku zmian i modyfikacji, w tym uzbrojenia. Jedna z wież z działem kalibru 152 mm została zastąpiona wieżą z podwójnie sprzężonym działem przeciwlotniczym kalibru 102 mm. Ponadto dokonano modernizacji części komór amunicyjnych (przystosowanie do nowego rodzaju amunicji do wymienionych dział), wyposażenia maszynowni, dodano urządzenia do podsłuchu podwodnego, wymieniono radiostację, przebudowano centralę artyleryjską, wymieniono całą instalację elektryczną oraz poczyniono wiele innych mniejszych lub większych zmian w wyposażeniu okrętu.
Jeszcze przed zakończeniem remontu dowództwo nad okrętem przejął komandor Eugeniusz Pławski, wcześniejszy attaché morski w poselstwie polskim w Sztokholmie. Dwa dni później Rząd Polski podjął decyzję ustalającą nazwę okrętu na ORP „Dragon”. Postanowiono pozostawić oryginalną nazwę okrętu z kilku względów. Jednym z ważnych powodów były względy kurtuazyjne. Imię „Dragon” ma bardzo długą i bogatą historię w dziejach brytyjskiej marynarki wojennej. Do tego czasu to imię nosiło aż 18 okrętów, z czego pierwszy znany okręt został tak nazwany w 1512 roku. W historii polskiej floty imię „Smok” (ang. Dragon) również pojawiało się kilkukrotnie, m.in. takie imię nosił pierwszy okręt regularnej floty Zygmunta Augusta, wodowany w latach siedemdziesiątych XVI wieku w Elblągu. Ostatecznie pozostawienie imienia bez zmiany pozwoliło na łatwe rozwiązanie sporu, gdyż powszechnie proponowana nazwa ORP „Lwów” była trudna do zaakceptowania przez nowego sojusznika Wielkiej Brytanii – Związek Radziecki.
Załoga okrętu została skompletowana w części spośród członków załóg polskich niszczycieli ORP
„Burza”, „Błyskawica” i „Garland”. Część stanowiły byłe załogi Flotylli Pińskiej, które zgodnie z umowami pomiędzy gen. Sikorskim i Stalinem zostały przywiezione z obozów jenieckich w ZSRR. Większość jednak była rekrutowana spośród ludzi bez doświadczenia w marynarce, emigrantów, żołnierzy Legii Cudzoziemskiej oraz przymusowo wcielanych do Wehrmachtu Ślązaków i Pomorzan, którzy dostali się do niewoli alianckiej.
Po ukończeniu remontu i odbyciu próbnego rejsu nastąpiło podpisanie protokołu zdawczo-odbiorczego przez dowódcę okrętu. Okręt oficjalnie wszedł do służby 24 sierpnia po inspekcji, jaką złożył na pokładzie szef Kierownictwa Marynarki Wojennej, wiceadmirał Jerzy Świrski. Faktyczne uzyskanie zdolności bojowej nastąpiło jednak dopiero po około dwutygodniowym okresie testów. Po tym czasie ORP „Dragon” został skierowany do bazy brytyjskiej marynarki w Scapa Flow.

## Służba ORP „Dragon” w Polskiej Marynarce Wojennej

Scapa Flow – zatoka w archipelagu Orkadów

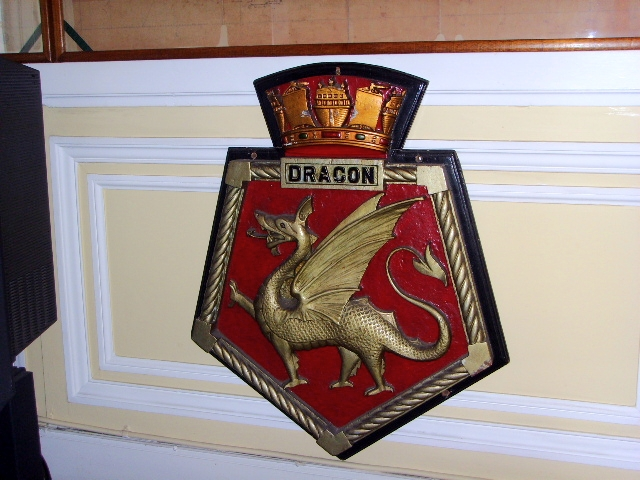
Tablica w Instytucie im. gen. Sikorskiego w Londynie

Po dopłynięciu do Scapa Flow okręt rozpoczął przygotowania do kampanii bojowej, składające się z rejsów ćwiczebnych oraz próbnych strzelań. Po krótkim czasie skierowany został na ponowny remont do stoczni remontowej w Newcastle upon Tyne w celu naprawy usterek sieci przekaźnikowej artylerii. Usterki były wprawdzie dostrzeżone przez załogę jeszcze przed opuszczeniem bazy w Liverpoolu, ale nie zostały zgłoszone w nadziei, że uda się je usunąć siłami własnymi załogi.
W czasie pobytu w stoczni rozpoczęły się przygotowania do skierowania okrętu na Daleki Wschód. Plany te zostały jednak zmienione i „Dragon” przeszedł do bazy w Greenock w celu kontynuowania szkolenia załogi. 12 stycznia 1944 roku dowództwo okrętu objął komandor porucznik Stanisław Tytus Dzienisiewicz po tym, jak kmdr Pławski otrzymał stanowisko szefa sztabu Kierownictwa Marynarki Wojennej.
Po zakończeniu okresu szkoleń okręt został ponownie skierowany do Scapa Flow, gdzie pełnił służbę patrolową oraz uczestniczył w operacji konwojowania. Pobyt w bazie marynarki brytyjskiej trwał do początku marca. W dniu 8 marca „Dragon” wypłynął w kierunku południowych wybrzeży Wielkiej Brytanii, gdzie w oparciu o bazy na wyspie Wight oraz Portland rozpoczął ćwiczenia przez przygotowywaną inwazją sił sprzymierzonych na kontynent europejski. Ćwiczenia składały się głównie z próbnych strzelań z artylerii przeciwlotniczej do holowanych w powietrzu szybowców oraz ze wspierania artyleryjskiego lądujących na brzegu oddziałów desantowych. Ćwiczono również manewry w prowadzeniu kolumny barek desantowych.
W dniu 7 kwietnia „Dragon” udał się na dodatkowy remont do bazy w Chatham, który trwał do 18 maja. W czasie remontu dokonano między innymi modernizacji artylerii przeciwlotniczej instalując działka pom-pom. Po przezbrojeniu okręt ponownie udał się do Greenock, gdzie w dniu 2 czerwca został włączony do zespołu mającego za zadanie zapewnianie wsparcia ogniowego wojskom lądowym. Zespół składał się z pancerników HMS „Warspite” oraz HMS „Ramillies”, monitora HMS „Roberts” oraz krążowników HMS „Mauritius”, HMS „Frobisher”, HMS „Arethusa”, HMS „Danae” i ORP „Dragon”.

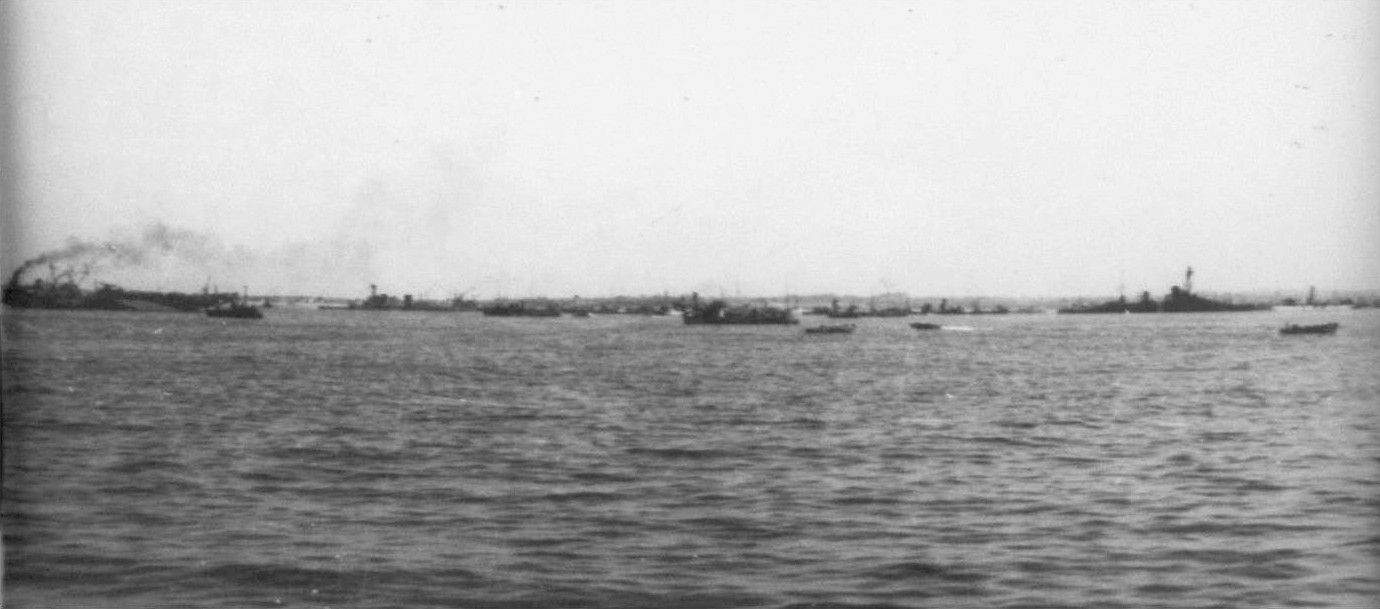
Odcinek Sword. Zdjęcie wykonane z pokładu HMS „Kelvin”. Widoczne barki desantowe, krążownik lekki (prawdopodobnie) oraz różne inne jednostki.

„Dragon” wyruszył na operację inwazyjną w nocy z 4 na 5 czerwca z Portsmouth. Zgodnie z planem siły bombardujące pod dowództwem kontradmirała Pattersona znalazły się po godzinie 5.00 rano na wyznaczonej pozycji w rejonie odcinka „Sword”. Lądowanie w Normandii rozpoczęło się o świcie 6 czerwca 1944. ORP „Dragon” dostał, razem z innymi okrętami zadanie ostrzeliwania celów na lądzie, m.in. baterii nadbrzeżnej w pobliżu miasta Calleville-sur-Orne. Nie włączył się jednak do akcji od samego początku, gdyż jego obserwator artyleryjski wysłany na ląd został ranny w pierwszej fazie lądowania. Ostrzał rozpoczął o godzinie 7.02 po tym, jak został mu przydzielony do współpracy obserwator lotniczy. Bateria 105 mm w Calleville sur Orne została zniszczona w ciągu 49 minut, po czym „Dragon” otrzymał zadanie ostrzeliwania baterii kalibru 155 mm pod Trouville, a później umocnione stanowiska nieprzyjaciela i moździerze w pobliżu Caen, wreszcie koncentrację 22. pułku czołgów z 21. dywizji pancernej niedaleko Varaville. W ciągu 15 minut nieprzyjaciel stracił 6 czołgów i został zmuszony do wycofania. Również kolejna grupa czołgów poniosła straty i musiała zrezygnować z natarcia. 
W kolejnych dniach „Dragon” ostrzeliwał cele na lądzie kilkadziesiąt razy wystrzeliwując ponad 1200 pocisków. W pojedynku z baterią nadbrzeżną 7 czerwca trzech marynarzy odniosło rany od pocisku artyleryjskiego wybuchającego w pobliżu burty. 18 czerwca okręt udał się do Portsmouth w celu pobrania amunicji i zaopatrzenia oraz dokonania drobnych napraw. W drodze, asystował uszkodzonemu na minie pancernikowi HMS „Nelson”. Remont i uzupełnianie zapasów trwało do 6 lipca i 7 lipca okręt ponownie wyruszył na wody francuskie.

## Storpedowanie i samozatopienie
Na poranek dnia 8 lipca ORP „Dragon” miał wyznaczone zadanie ostrzeliwania niemieckich pozycji obronnych na lądzie w okolicach miasta Caen. Gdy okręt razem z zespołem znajdował się już w pobliżu ustalonej pozycji do ataku, został zauważony przez Karla H. Potthasta, operatora żywej torpedy typu Neger, któremu udało się zbliżyć na odległość około 400 m od celu, który zidentyfikował jako duży niszczyciel. Trafienie nastąpiło około godziny 4.40 na mniej więcej 20 minut przed planowanym rozpoczęciem działań. W wyniku eksplozji śmierć poniosła cała obsługa maszynowni, część osób w jednej z komór amunicyjnych oraz część z obsługi artylerii przeciwlotniczej (Oerlikon) wyrzuconych podmuchem w morze. Cały okręt zaczął się również szybko przechylać na lewą burtę.
Operator torpedy, podchorąży marynarki Karl Heinz Potthast, zdołał umknąć z miejsca ataku, gdyż okręty towarzyszące krążownikowi przyłączyły się do akcji ratunkowej. Został jednak wykryty przed powrotem do bazy i wzięty do niewoli. Dopiero później dowiedział się, że trafiony przez niego okręt był w istocie krążownikiem lekkim.
Akcja ratowania okrętu rozpoczęła się od próby wyrównania przechyłu. W tym celu zalano część komór wewnątrz kadłuba, przeniesiono również amunicję z lewej burty na prawą oraz odciążono lewą stronę poprzez wyrzucenie do morza części zbędnego już wyposażenia. Z pokładu wyrzucono również wszystkie bomby głębinowe po uprzednim ich rozbrojeniu, gdyż zaczęły stanowić zagrożenie. Zabiegi pozwoliły na zmniejszenie przechyłu na burtę, ale okręt poważnie zanurzył się na stronę rufy. Do akcji ratowniczej włączyły się liczne holowniki oraz korweta, która wzięła krążownik na hol. Okręt został później przycumowany do burty amerykańskiego okrętu pomocniczego. Na pokładzie cały czas trwała akcja ratowania rannych i uwięzionych pod pokładem ludzi. W sumie zginęło 37 osób z załogi okrętu. 23 ciała zostały przekazane na pokład amerykańskiego ścigacza, który dokonał ich pochówku na pełnym morzu, dalsze dwa ciała zostały później wydobyte z maszynowni. Ciała trzech ludzi wyrzuconych podmuchem eksplozji do wody zostały wyłowione przez krążownik HMS „Emerald”. Dziewięciu ciał nie udało się wydobyć z kadłuba. Rannych zostało w sumie 14 osób. Bilans strat ludzkich wynosił zatem około 10% całego stanu załogi, należy go zatem uznać za umiarkowanie wysoki w porównaniu do stopnia uszkodzenia okrętu.

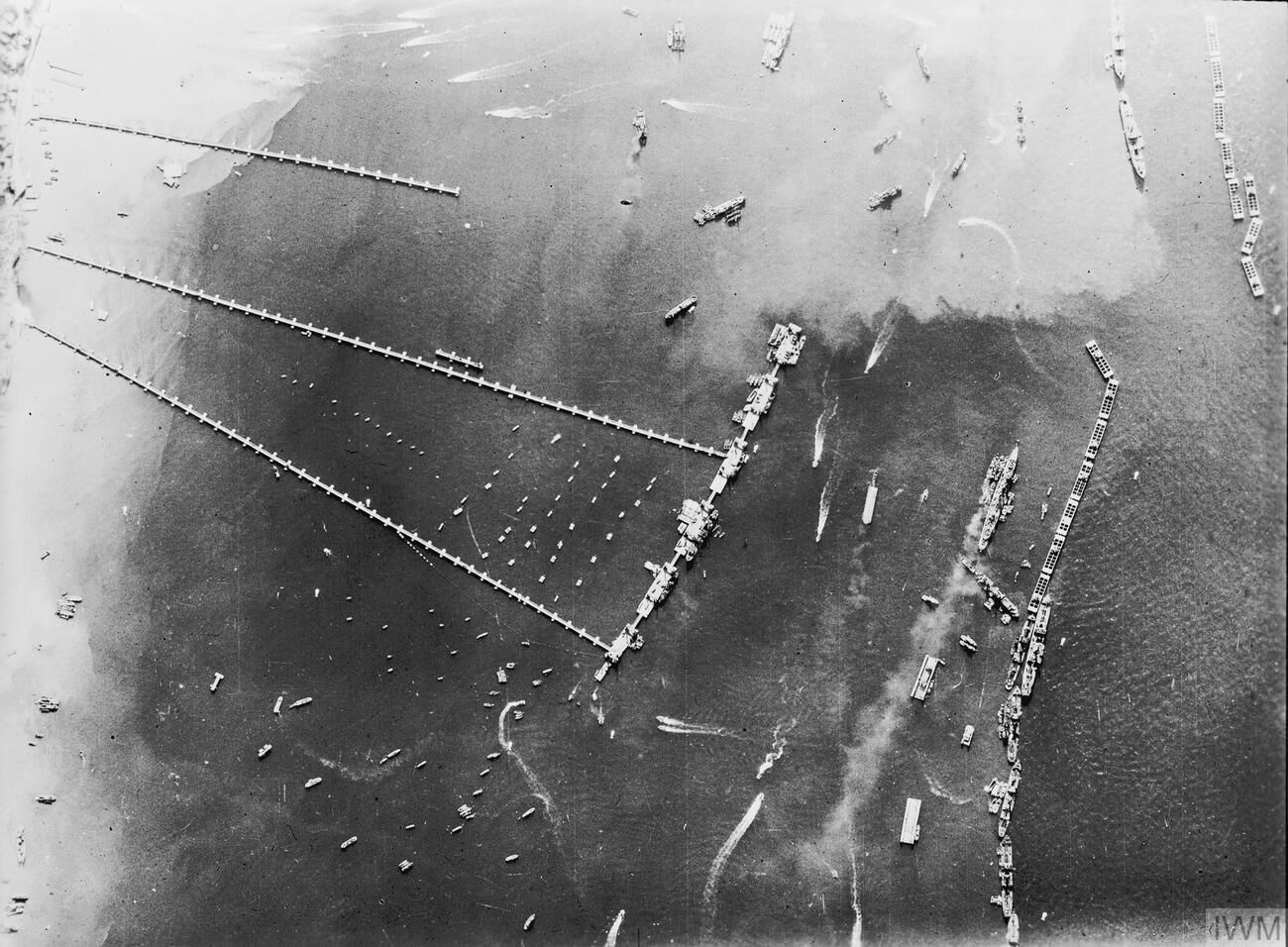
Sztuczny port „Mulberry” – miejsce osadzenia na dnie ORP „Dragon”

Okręt był bardzo poważnie uszkodzony. Biorąc pod uwagę również fakt, że była to jednostka już mocno przestarzała, admiralicja brytyjska podjęła decyzję o nieremontowaniu okrętu. Został on skierowany w stronę tymczasowego portu Mulberry zbudowanego przez siły inwazyjne w rejonie miasta Caen, gdzie jego kadłub miał być zatopiony w celu wzmocnienia falochronu. Większość załogi wraz z zastępcą dowódcy kmdrem por. Aleksandrem Hulewiczem zeszła z pokładu do amerykańskiej barki desantowej, która odwiozła ich do Anglii. Pozostała część, sześćdziesięciu ludzi wraz z dowódcą, pozostała w celu przygotowania okrętu do samozatopienia. W dniu 15 lipca nastąpił symboliczny pogrzeb zwłok, których nie udało się wydobyć z wnętrza kadłuba, a następnie cała załoga opuściła okręt, na którym pozostawiono banderę na maszcie. Okręt skreślony został z listy floty 16 lipca. Samozatopienie nastąpiło kilka dni później w linii głównego falochronu Gooseberry 4 zbudowanego przy plaży Juno z wcześniej zatopionych, wycofanych ze służby jednostek. 20 lipca został przeholowany tam w celu zatopienia.
Informacja o stracie krążownika nie została jednak podana od razu do publicznej wiadomości. Spowodowane było to koniecznością utrzymywania przeciwnika w niewiedzy co do rozmiarów strat zadanych flocie inwazyjnej. Opublikowanie tej wiadomości nastąpiło dopiero 11 grudnia 1944 roku, czyli po około 5 miesiącach od zdarzenia.

## Okręt w kulturze
18 października 2012 Narodowy Bank Polski wprowadził do obiegu monetę z serii „Polskie Okręty”, upamiętniającą lekki krążownik „Dragon”, o nominale 2 zł, wykonaną stemplem zwykłym ze stopu Nordic Gold.

## Kalendarium
- 24 stycznia 1917 – położenie stępki w stoczni Scott’s Shipbuilding & Engineering Co. Ltd. w Greenock
- 29 grudnia 1917 – wodowanie
- 16 sierpnia 1918 – podniesienie bandery brytyjskiej
- 23 września 1940 – uszkodzenie pociskiem francuskiej artylerii nadbrzeżnej w trakcie operacji Menace
- 15 stycznia 1943 – podniesienie polskiej bandery, objęcie dowództwa przez kmdra por. Aleksandra Hulewicza (nominacja na zastępcę dowódcy)
- 15 maja 1943 – objęcie dowództwa przez kmdra Eugeniusza Pławskiego
- 17 maja 1943 – otrzymał oficjalną nazwę ORP „Dragon”
- 12 stycznia 1944 – objęcie dowództwa przez kmdra por. Stanisława Tytusa Dzienisiewicza
- 20 lutego 1944 – pierwszy rejs bojowy pod polską banderą na Morze Norweskie
- 2 czerwca 1944 – wejście w skład sił bombardujących pod dowództwem kontradm. Pattersona i wypłynięcie w stronę wybrzeży francuskich w celu wspierania inwazji w Normandii
- 6 czerwca 1944 – rozpoczęcie działań u wybrzeży francuskich
- 8 lipca 1944 o godzinie 4.40 – trafienie w rejonie Caen, niemiecką załogową torpedą typu Neger (sternik pchor. mar. Karl Heinz Potthast) w lewą burtę między kominami. Zginęło 37 członków załogi.
- 10 lipca 1944 – okręt opuściło ponad 340 członków załogi
- 15 lipca 1944 – opuszczenie i zdjęcie bandery
- 16 lipca 1944 – skreślenie z listy okrętów PMW
- 20 lipca 1944 – osadzenie wraku na dnie koło Courseulles-sur-Mer, jako część falochronu sztucznego portu inwazyjnego.

## Lista ofiar
1. por. mar. Karol Marks
2. st. bosman Wincenty Pajewski
3. bosman Jan Kołakowski
4. bosmanmat Wacław Owczarczyk
5. mat Jan Jankowski
6. mat Leonard Walkowiak *
7. st. mar. Florian Bartkowiak *
8. st. mar. Piotr Choroszej *
9. st. mar. Leon Cichocki *
10. st. mar. Stanisław Drozd *
11. st. mar. Stefan Dutkiewicz
12. st. mar. Franciszek Dyszczakowski *
13. st. mar. Jan Gortat
14. st. mar. Lucjan Grzesiak
15. st. mar. Tadeusz Kiciński
16. st. mar. Stanisław Małecki
17. st. mar. Mieczysław Szedlarski
18. st. mar. Jan Śliwiński
19. st. mar. Walenty Treder
20. mar. Engelbert Baraniok (vel Bąkowski) *
21. mar. Reinhold Brzezina (vel Dubienko)
22. mar. Józef Czyrnik
23. mar. Sławomir Dominiak
24. mar. Wincenty Garbowski
25. mar. Jan Gietka
26. mar. Walenty Gorzelańczyk
27. mar. Henryk Haponik
28. mar. Edward Hardonin
29. mar. Czesław Kalicki
30. mar. Fryderyk Klusek
31. mar. Maksymilian Knoof (vel Chełmiński)
32. mar. Bronisław Kobyłecki
33. mar. Ryszard Lewandowski
34. mar. Stanisław Raciborski
35. mar. Jan Rzeszódko
36. mar. Józef Sołek
37. mar. Józef Szłomiak

Gwiazdka przy nazwisku oznacza, że ciało nie zostało odnalezione. Pogrzeby morskie poległych odbyły się na odcinku inwazyjnym „Juno”.

## Dane techniczne
- Wyporność: standardowa – 4276 t, pełna – 5603 t, od 1924 r. – 4850 t
- Wymiary:
  - długość całkowita – 146,5 m
  - szerokość całkowita – 14,02 m
  - zanurzenie – 4,41 m
- Napęd:
  - 2 zespoły turbin parowych Brown – Curtis z jednostopniowymi przekładniami o mocy łącznej 40 000 KM
  - 6 kotłów parowych Yarrow
  - 2 śruby
- Prędkość: 29 węzłów
- Zasięg: 1480 Mm przy prędkości 29 w; 6700 Mm przy prędkości 10 w
- Zapas paliwa: normalny 1.060 t
- Załoga: 462 ludzi
- Opancerzenie:
  - pokład – 25 mm
  - artyleria główna – 76 mm
  - artyleria pozostała – 25 mm
  - wieża dowodzenia(inne języki) – 76-152 mm
  - komory amunicyjne, zbiorniki – 57 mm
  - pas burtowy – 76 mm
  - burta pas rufowy – 51 mm
  - burta pas dziobowy – 38 mm
- Uzbrojenie (w 1918):
  - 6 dział kalibru 152 mm w układzie (6 × I)
  - 3 działa kalibru 102 mm w układzie (3 × I)
  - 4 działa plot. kalibru 20 mm w układzie (4 × I)
  - 12 aparatów torpedowych kalibru 533 mm w układzie (4 × III)
- Uzbrojenie (w 1944):
  - 5 dział kalibru 152 mm w układzie (5 × I)
  - 2 działa kalibru 102 mm w układzie (1 × II)
  - 8 dział plot. kalibru 40 mm pom-pom w układzie (2 × IV)
  - 12 dział plot. kalibru 20 mm Oerlikon w układzie (2 × IV; 4 × I)
  - wyrzutnia bomb głębinowych[16][2]